# Sowchosnoje (Kaliningrad, Nesterow)
Sowchosnoje (russisch Совхозное, deutsch Mattischkehmen) ist ein Ort in der russischen Oblast Kaliningrad. Er gehört zur kommunalen Selbstverwaltungseinheit Stadtkreis Nesterow im Rajon Nesterow.

## Geographische Lage
Sowchosnoje liegt im Westen des Rajon Nesterow und vier Kilometer westlich von Jasnaja Poljana ((Groß) Trakehnen) an der Kommunalstraße, die in den Rajon Gussew über Kalininskoje (Augstupönen/Hochfließ) bis Lipowo (Kulligkehmen/Ohldorf) führt.
Die nächste Bahnstation ist Diwnoje Nowoje (Trakehnen) an der Bahnstrecke Kaliningrad–Tschernyschewskoje zur Weiterfahrt nach Litauen (ehemalige Preußische Ostbahn).

## Geschichte
Im Jahre 1580 wurde Mattischkehmen zum ersten Male urkundlich erwähnt, doch bestand der Ort damals schon länger.
1788 wurde das Vorwerk Mattischkehmen dem Hauptgestüt Trakehnen aus der Domänenverwaltung überwiesen. In Mattischkehmen wurden Hengste des Gestüts gehalten.
Am 18. März 1874 wurde der Gutsbezirk Mattischkehmen in den neugegründeten Amtsbezirk Jonasthal eingegliedert. Er gehörte zum Landkreis Gumbinnen im Regierungsbezirk Gumbinnen der preußischen Provinz Ostpreußen.
Am 1. Dezember 1910 zählte Mattischkehmen 261 Einwohner.
Am 30. September 1929 wurde eine Umstrukturierung am Ostrand des Landkreises Gumbinnen vorgenommen, indem die vier Gutsbezirke Guddin, Jodszlauken (1938–1946 Domhardtshof, russisch: Diwnoje) mit Waldhaus Jodszlauken, Jonasthal (Ochtinskoje) und Mattischkehmen mit Waldhaus Mattischkehmen zur neuen Landgemeinde „Klein Trakehnen“ (im Gegenüber zu (Groß) Trakehnen (Jasnaja Poljana) bzw. Neu Trakehnen (Furmanowka), beide im Landkreis Stallupönen) zusammengeschlossen wurden. Von 1929 bis 1945 war die Landgemeinde Klein Trakehnen die einzige Landgemeinde im Amtsbezirk Jonasthal.
Infolge des Zweiten Weltkrieges kam Mattischkehmen als Ortsteil von Klein Trakehnen unter sowjetische Administration. Im Jahr 1950 erhielt der Ort den russischen Namen Sowchosnoje und wurde gleichzeitig dem Dorfsowjet Tschkalowski selski Sowet zugeordnet. Von 2008 bis 2018 gehörte Sowchosnoje zur Landgemeinde Iljuschinskoje selskoje posselenije und seither zum Stadtkreis Nesterow.

## Kirche
Die überwiegend evangelische Bevölkerung von Mattischkehmen gehörte bis 1725 zum Kirchdorf Gumbinnen (heute russisch: Gussew) und seit 1725 zum Kirchspiel der Kirche Szirgupönen (1936–1938 Schirgupönen, 1938–1946 Amtshagen, seit 1946 russisch: Dalneje). Das Kirchspiel lag im Kirchenkreis Gumbinnen in der Kirchenprovinz Ostpreußen der Kirche der Altpreußischen Union. Letzter deutscher Geistlicher war Pfarrer Helmut Karwinski.
Während der Sowjetzeit war kirchliches Leben untersagt. In den 1990er Jahren bildete sich im Nachbarort Jasnaja Poljana ((Groß) Trakehnen) eine eigene evangelische Gemeinde, die sich der neugebildeten Propstei Kaliningrad der Evangelisch-Lutherischen Kirche Europäisches Russland (ELKER) anschloss. Das zuständige Pfarramt ist das der Salzburger Kirche in Gussew (Gumbinnen).

## Schule
In Mattischkehmen bestand eine eigene Schule, die auch von den Kindern aus Jodszlauken (1938–1945 Domhardtshof) besucht wurde. Ein neues Schulhaus entstand im Jahre 1902. Letzter deutscher Lehrer war Kurt Müller.